# De lingua Latina
Il De lingua Latina libri XXV, o più semplicemente De lingua Latina, è un'opera di Marco Terenzio Varrone, composta verosimilmente tra il 47 e il 45 a.C. (o 44 a.C.), contenente le teorie linguistiche e grammaticali dell'autore. L'opera godette già in epoca antica di una fama notevole se realmente Vitruvio nel "De Architectura, IX, pref.17" asserisce "Multi posterorum cum Varrone conferent sermonem de lingua Latina". Volente o nolente, lo stesso Quintiliano cita alcune etimologie del libro V nella "Istitutio Oratoria" e Aulo Gellio non nasconde certo la sua predilezione per il De Lingua Latina. Lo scritto, noto anche a Sant'Agostino, già con Isidoro di Siviglia perde la sua facies originaria e viene tramandato al Boccaccio nella versione frammentaria.

## Struttura
L'opera era formata da 25 libri, di cui ce ne sono pervenuti solo 6 (V-X) e non integralmente, ed era divisa in sezioni ben precise, secondo un procedimento tipico di Varrone: dopo il libro I, che fungeva da introduzione, erano presenti quattro esadi (gruppi di sei libri ciascuno): i libri II-VII (prima esade) erano destinati all'etimologia, i libri VIII-XIII (seconda esade) alla declinazione, in particolar modo alla flessione, mentre gli ultimi 12 libri alla composizione delle parole, ossia alla sintassi:
«Omnis operis de lingua Latina tres feci partes, primo quemadmodum vocabula imposita essent rebus, secundo quemadmodum ea in casus declinarentur, tertio quemadmodum coniungerentur» (De lingua Latina, VII, 110).
Le esadi erano a loro volta suddivise in triadi. I libri II-IV, che erano dedicati a Publio Settimio, suo ex questore, mentre tutti gli altri a Cicerone, contenevano il de disciplina verborum originis, ossia una trattazione generale sull'etimologia, cui seguiva una parte speciale, superstite, sempre sull'etimologia (libri V-VII), distinta ulteriormente in: origines verborum locorum et earum rerum quae in locis esse solent (libro V); quibus vocabulis tempora sint notata et eae res quae in temporibus fiunt (libro VI); de poeticis verborum originibus (libro VII). Lo scambio con Cicerone è visibile nell'opera "Academica" dell'arpinate, dove, sotto suggerimento dell'amico Pomponio Attico e per non essere tagliato fuori dalle grazie di Cesare, gli interlocutori della filosofia accademica sono lo stesso Attico, epicureo per antonomasia, e il Varrone, strenuo studioso della filosofia stoica, più volte citata nel De Lingua Latina. Eppure, non venga confuso il lettore: fra Varrone e Cicerone non vi fu mai un'amicizia come d'altronde la sistematizza Cicerone all'interno del Laelius. Se requisito improrogabile dell'amicizia è seriamente il disinteresse, Varrone e Cicerone erano sia fin troppo coinvolti nelle vicende politiche sia lontani nelle rispettive ambizioni, sicché "Gli è che una amicizia veramente sentita fra Varrone e Cicerone forse non ci fu mai". Beninteso, fra i due vi fu sempre un rispetto reciproco mai interrotto e forse un certo timore dell'arpinate verso lo spessore culturale del Varrone, di cui nel Brutus nega effettivamente l'importanza filosofica.
I libri rimasti ci conservano dunque la parte speciale dell'etimologia (seconda triade della prima esade) e la parte generale della flessione (prima triade della seconda esade), importante per la questione dell'analogia e dell'anomalia nel linguaggio, che Varrone ci tramanda in modo completo. Varrone affrontava nel De lingua Latina le più importanti questioni linguistiche del mondo antico, greco e latino, per cui l'opera costituisce, anche solo nella parte pervenuta, un serbatoio notevolissimo di informazioni.

## Libro V
Primo libro dell'opera arrivataci: esso è incentrato sulle etimologie riguardanti lo spazio, dunque parla della geografia di Roma, soffermandosi sulle infrastrutture, quartieri e zone sacre. Non è dunque un caso se la prima etimologia sistematica che il Varrone dà è proprio quella di locum. Forse il libro più passato alla storia del De lingua Latina poiché in esso racchiude le etimologie più popolari del mondo romano, come quella del Tevere, in cui Varrone anticipa sia le interpretazioni di Virgilio nell'Eneide sia di Ovidio nei Fasti. Dicasi lo stesso per il mito di Nera e Velino, due fiumi del centro Italia ben conosciuti dallo scrittore del De lingua Latina. 

## Libro VI
All'interno del libro sesto, primo paragrafo, come di consueto, è presentata una rapida introduzione all'argomento, vale a dire tutto ciò che ha da fare con la struttura del tempo nella lingua latina. Senza alcuna remora, Varrone si richiama all'esempio dei suoi maestri e cita, come fonti della sua filosofia, gli Stoici Crisippo e Antipatro, insieme agli scrittori Apollodoro e Aristofane. La base del pensiero varroniano in materia è la convinzione che le parole siano tutte frutto di derivazione da altre termini: per esempio, dice lui, non si può ignorare la derivazione del dio Liber dal greco Loibesom. Il paragrafo due discetta delle etimologie riguardanti lo scorrere del tempo, quindi della mattina, della notte e del pomeriggio. Varrone passa subito dopo a discorrere sopra i movimenti del sole, quali l'equinozio e il solstizio soffermandosi sui loro effetti: le quattro stagioni. Il libro VI, paragrafo tre, parla di tre tipi di feste: quelle a giorni fissi, come i Lupercalia che cadevano il 15 Febbraio; quelle annuali con date mobili come le Feriae Latinae in onore della possibilità da parte dei Latini di accaparrarsi le carni dei sacrifici a loro dovute; quelle non annuali ma mobili come i Novendiali, celebrazioni funebri il nono giorno dopo un funerale. Il quarto paragrafo è invece incentrato sulla classificazioni di giorni fasti e nefasti, come della differenza fra kalendae, nonae e idus nel calendario romano. In ultimo, vengono rintracciate le origini dei nomi dei mesi. All'interno del quinto paragrafo è contenuta la famosa distinzione che Varrone dà della lingua latina, ove le parti variabili del discorso sono quattro: quella con un tempo, ma senza caso (lego); quella senza tempo, con il caso (lectio); quella sia col tempo sia col caso (legens) e quella senza tempo e senza caso (lecte). Il sesto paragrafo stila una lista di vocaboli che si riconnettono con il campo etimologico dell'azione. Infatti Varrone indica come esistano tre tipi di azione: quella mentale, quella del dire e quella del fare. La prima è interconnessa col campo etimologico del tempo tempo: cogitare, reminisci e in generale la volizione umana, che si sintetizza nei verbi metuo, curo e volo. Il settimo paragrafo, in una maniera assai feconda, descrive il secondo tipo di azione, cioè quella puramente narrativa e si dilunga su termini quali fari, loqui, nominare, dicere, docere, disputare e altri. Il paragrafo ottavo procede con la medesima dissertazione ma con tema del fare: il protagonista di questo passaggio è il verbo facio, analizzato nelle sue varianti, ma Varrone non evita di citare il campo semantico dei verbi con video, audire e olere. Il paragrafo nove descrive un rito purificatorio che seguiva in antichità la pratica del censo. Il decimo paragrafo è una congerie di parole latine la cui provenienza Varrone crede di trovare nella lingua greca, sebbene, bisogna ricordare, la maggior parte di esse non derivano dal greco ma sono al massimo sono imparentate col greco: vedasi gignitur da Γίγνεται (ghìgnetai), in entrambi i casi, diventare.

## Libro VII
Il libro settimo si apre con una nuova premessa: l'analisi dei termini poetici, ammettendo però la difficoltà dell'impresa come Elio aveva già dimostrato nel suo "Carmi Saliari", essendo la lingua poetica sia lontana dall'uso, sia remota nell'origine. Critica Varrone infatti i critici dell'opera sua e simili: come si fa a imprecare contro una falsa etimologia dell'epoca dei Salii se non si è neanche in grado di identificare il nome dei genitori dei nostri bisnonni? Sempre su questo filone, l'analisi del linguaggio poetico si configura al pari delle opere scultorie di Mirmecidi, un'artista rinomato per il dettaglio contenute nelle sue statue in miniatura: al grammatico, stando nella metafora, serve tanto di giocare con le parole quanto agli spettatori di Mirmecidi servivano delle setole nere per separare i dettagli in rilievo. Non a caso i primi tre paragrafi che trattano la materia in generale possono risultare ostici sia per la mancanza di alcune pagine dall'originale, sia dalle continue citazioni al mondo latino, specialmente Ennio e Plauto. Il quarto paragrafo invece risulta più scorrevole: esso principia con la descrizione dei termini poetici per descrivere il tempo come "Nox Intempesta" di Ennio, cioè un momento di placida tranquillità. L'autore passa subito dopo a descrivere la fisionomia della costellazione dell'Orsa Maggiore, in latino definita da Temo, la stella più brillante, poiché tiene le altre sei, chiamate Triones, cioè divise in gruppi di tre. Segue un breve accostamento fra Lucifer, chiamato Iubar perché risplende della stessa luce della criniera, iuba, di un leone e la puntualizzazione che la parola crepusculum sia di origine sabina. Il quinto paragrafo rispecchia quelli che sono termini  poetici con al loro interno una nozione temporale: quali reciprocare, ossia muovere avanti e indietro, aurora da rutilare, rosseggiare e tanti altri. In medias res, Varrone ci fornisce la squisita etimologia di obscaenum , che proverrebbe da scaena, un amuleto portato dai nenonati per stornare la minaccia del malocchio. Del medesimo argomento Varrone parla nel paragrafo sette quando rintraccia l'etimologia di praebia, amuleti, in praebeo ma non come afferma lui nel senso di offrire, bensì in quello di proibire: si proibisce al male di turbare le sorti del piccolo. Il libro termina con una captatio benevolentiae verso il lettore: lo scrittore infatti si protegge dalle future critiche paragonandosi a un fattore: "Nemo reprensus qui e segete ad spicilegium reliquit stipulam", ovvero, nessuno può essere biasimato se nel raccogliere i frutti di un intero campo sia colto nella dimenticanza di una spiga.

## Libro VIII
Il libro che segna il principio della nuova esade VIII-XIII viene diviso in due triadi, la prima sulla natura dei sostantivi, la seconda, naufragata, sulla natura dei verbi. L'approccio dal paragrafo primo al paragrafo undicesimo è di natura generale e deliziosamente proemiale: viene accennato alla disputa fra analogisti e anomalisti, sul solco dei quali Varrone si pone nel mezzo ammettendo l'esistenza nella lingua latina sia di un'anima razionale, più schematica, sia di un'anima irrazionale, soggetta all'eccezione. Nel merito, Varrone differenzia i due effetti linguistici nella metafora della sorgente e del ruscello: la sorgente è spontanea, mentre il ruscello segue un corso relativamente lineare, proprio come, fuor di metafora, la parola Roma ha un nome arbitrario, ma Romanus deriva inequivocabilmente da Roma. Perciò, quando un termine entra all'interno della lingua, questo non ha alcun collegamento con la realtà, ma una volta associato il significante al significato, lo stesso termine entra parimenti nell'ambito della flessione, nei limiti che l'uso destina a quella parola specifica. Varrone però nel libro si concentra nella pars destruens dell'ideologia analogista: non è infatti possibile descrivere la lingua solo con analogie di modelli preesistenti, padrone della lingua è infatti l'uso e la convenzione. Dividendo di nuovo la morfologia in quattro porzioni, di cui già si è parlato nel libro sesto, sfata le credenze degli analogisti punto per punto. Lo sforzo varroniano in questo libro si ferma alla prima sezione della grammatica, quindi copre la sfera nominale suddividendola in quattro aree: provocaboli, cioè pronomi indefiniti, nomi comuni, nomi propri e pronomi. Difatti, non si può parlare di perfetta corrispondenza fra norma e applicazioni nelle declinazioni, a causa della presenza di infinite eccezioni, quali i pluralia tantum o forme arcaiche come pater familias e non pater familiae. L'autore del resto spende molto tempo a far notare come di molte parole esista solo il singolare, vedasi cicer e sister, tanto quanto non esiste il femminile di aper, per non parlare del fatto che non tutti i vocaboli hanno il neutro, un esempio è il binomio cervus, cerva. Nell'ambito dei pronomi, per esempio, la norma è l'irregolarità: perché d'altronde si direbbe qui homines e non ques homines? Allo stesso modo, i nomi propri di città sembrano sfuggire alle comuni regole del linguaggio: Varrone è convinto che Roma derivi da Romulus, dunque ammette che il nome originario della città sarebbe dovuto essere Romula.

## Libro IX
In questo libro, Varrone prende le difese dell'analogia e analizza una per una le accuse mosse dagli anomalisti, cercando di invalidarle. La base da cui parte Varrone è una posizione di mezzo, leggermente a favore dell'analogia. il suo pensiero in questione può essere riassunto con quanto segue: "Idem responderi potest, in quibus usus aut natura non subsit, ibi non esse analogiam" oppure "Analogiae fundamentum esse obliviscitur naturam et usum". Se davvero quindi uso e regola sono uniti, meglio si spiega l'esempio della statua: se si cambia la testa di Alessandro con quella di Filippo, la nuova testa sarà in disarmonia con il resto dell'opera, ma le mani, i piedi e il busto resteranno in armonia fra loro come prima. Tradotto, l'esistenza di una eccezione, non mette a repentaglio in nessun modo la struttura della grammatica, anzi la supporta. In primo luogo, lo scrittore sostiene che mai l'analogia pretenda di far passare il nominativo di uno nome a un altro in maniera perfetta: Roma deriva da Romolo, il fatto che si sarebbe dovuta chiamare Romola è solo una vana pretesa, che i buoni analogisti non sostengono. Non stupidamente, nei paragrafi successivi, Varrone nota che della stessa città esistono anche più declinazioni, in base al fatto che la parola derivi dal nome greco o dal nome latino, per esempio. Allo stesso modo, le lettere dell'alfabeto sono indeclinabili, ma questa non è un'accusa da cui difendersi secondo gli analogisti, dal momento che i suoni non sono declinabili e se non c'è declinazione non ci può essere analogia. Successivamente, gli anomalisti richiamano all'attenzione la presenza di alcune parole che non trovano declinazione come caput e nihilum. Suddette parole, a loro dire, non reggerebbero un' analogia con capitis o nihili. Varrone liquida velocemente questa obiezione dicendo che in realtà è possibile declinare le precedenti parole, sebbene la loro ricorrenza risalga al latino arcaico di Ennio. Esistono una pletora di parole che deficitano di uno o due generi: per esempio, diciamo Terentius e Terentia ma non Terentium, come d'altro canto diciamo panthera e merula, non certo pantherus o merulus. Tuttavia, Varrone non si lascia abbindolare da una congettura tanto campata per aria: è normale infatti che vi siano queste incongruenze nei generi, semplicemente perché ora le abbiamo, i nostri antenati no. Questi invece quando dicevano colomba, intendevano sia l'esemplare femmina che quello maschio, ai tempi di Varrone già la loro unità era messa in discussione. Inoltre, gli anomalisti sbagliano nel negare ai generi un grado di analogia, dal momento che un termine, una volta entrato nella lingua, effettivamente segue le regole della stessa: si dirà infatti Terentius per l'uomo, Terentia per la donna e Terentium per il genus di appartenenza. Ugualmente, non avrebbe alcun senso applicare il neutro a qualcosa che per natura non ha il neutro: perché mai infatti dovrei dire Secundum? Posso dire di un civis romanus che si chiama Secundus, tutt'al più di una donna, Secunda, ma a che pro usare la parola al neutro? Ciò cozzerebbe del tutto con la logica. Sono in torto poi coloro che pretendono di rendere singolare un plurale: che senso avrebbe infatti usare scalae al singolare? Quale senso ritenere numeri al di sopra del due singolari se essi sono di natura plurali? Similmente, si obietta agli analogisti che di molte parole non si formi il plurale, come nel caso di argentum. Eppure, costoro negano che si dica multum argentum per definire una quantità più grande. Questo avviene, secondo Varrone, siccome molti materiali non ricadono nella categoria di numero grammaticale, ma in quella di mera quantità, quindi non hanno bisogno di un numero, d'altronde, quanto è un argento? Quanto due argenti? Non ha infatti senso parlare di numero plurale e singolare per cose che non hanno una misura definita. Nel resto del libro, Varrone si occupa di smontare le accuse che gli anomalisti muovono alla loro controparte usando esempi derivati da forme verbali. 

## Libro X
Purtroppo, il libro decimo è estremamente mutilo del suo contenuto e ci rimangono solo poco più di venti pagine di manoscritto. In ogni caso, in esso, Varrone riassume i punti toccati finora riguardo all'analogia: riferisce infatti di averla criticata nel libro VIII e difesa nel libro IX. Prima di tutto, lo scrittore enuncia il concetto di somiglianza, dacché vi sono cose simili, cose dissimili e cose che non appartengono né all'una né all'altra categoria in maniera definitiva. Illustra poi Varrone gli errori che si adducono spesso nell'analisi della somiglianza linguistica delle parole: suis e suis sono scritte allo stesso modo ma uno indica il maiale, l'altro è un aggettivo possessivo. Altro errore comune è la somiglianza fonica: nonostante il suono che emettiamo, non diremmo infatti che lupus e numus sono simili. Per l'autore, una parola si può dire simile a un'altra solo se rispetta due requisiti: "Verborum materia" e "Materiae figura", cioè nella materia e nella forma della declinazione. La somiglianza quindi si esprime su due livelli: il primo è la parola da cui parte la flessione, il secondo è la forma che la parola acquista all'interno della flessione. Per trovare la somiglianza Varrone istituisce una via tripartita:
- accantonare le parole indeclinabili: vedi mox e vix, perché la declinazione è inesistente se non c'è flessione e per esservi analogia le parole in analogia necessitano di una qualche flessione. Ad esempio, mox e nox nonostante la somiglianza auditiva non possono essere in alcuna relazione di analogia.
- dividere la declinazione naturale e volontaria senza farle incrociare nel momento dell'analogia. Se Roma è un nome volontario, la cui scelta di chiamarsi in questo modo è arbitraria, essa potrà essere messa in paragone con altre parole a essa simili solo nel momento in cui essa stessa avrà una declinazione corroborata dall'uso dei molti e non del singolo che l'ha creata.
- la declinazione naturale va distinta in quattro possibilità di cui si è parlato nei libri precedenti. Non si possono mescolare fra di loro queste quattro categorie: per esempio, non si può accostare facies a fare, dal momento che facies è un sostantivo, fare un verbo. Il libro continua analizzando la somiglianza categoria per categoria.

Successivamente, Varrone inizia la trattazione del concetto di analogia, indicando che proviene dal greco e raffrontando una serie di numeri come esempi di analogia. In questo senso, amor sta ad amori come uno sta a due. Si continua con una tabella flessiva, dove Varrone ipotizza la stessa parola, per esempio l'aggettivo albus, diversamente declinato. Nella riga orizzontale indicheremo il caso, la riga verticale sarà invece foriera di genere e numero: l'incrocio delle due righe la completa flessione di albus, alba, album al singolare e al plurale. Sfortunatamente, il libro termina poche pagine dopo lasciando sospesa una riflessione sulle situazioni in cui ha senso fare un'analogia: il fatto che si parli di cose esistenti, il fatto che queste parole vengano realmente utilizzate nella vita quotidiana, che tali cose abbiano un nome e che ese abbiano altresì una declinazione naturale. 

## Edizioni
- De lingua Latina, [per Pomponium Laetum], Romae, per Georgium Lau(e)r, s.d. [1471 ca.] (editio princeps).
- De lingua Latina librorum quae supersunt, emendata et annotata a Carolo Odofredo Muellero, Lipsiae, Libraria Weidmanniana, 1833.
- De lingua Latina quae supersunt, recensuerunt Georgius Goetz et Fridericus Schoell, Lipsiae, in aedibus Teubneri, 1910 («Bibliotheca scriptorum Graecorum et Romanorum Teubneriana »).

## Traduzioni italiane
- Libri intorno alla lingua latina [riveduti, tradotti, annotati da Pietro Canal]; Frammenti, [tradotti e annotati da Federico Brunetti], Venezia, G. Antonelli, 1874.
- De lingua Latina. Libro X, Introduzione, testo traduzione e commento a cura di Antonio Traglia, Bari, Adriatica, 1956.
- Opere, a cura di Antonio Traglia, Torino, UTET, 1974.
- De lingua Latina. Libro VI, Testo critico, traduzione e commento a cura di Elisabetta Riganti, Bologna, R. Patron, 1978.
- De lingua latina. Libri V, VI, VII, VIII, IX, X, Traduzione e note di Maria Rosaria De Lucia, Milano, Guido Miano editore, 2020.